# Majlinda Kelmendi
Majlinda Kelmendi (Peć, 9 maggio 1991) è una judoka kosovara che in passato ha rappresentato anche l'Albania a livello olimpico, vincitrice di una medaglia d'oro alle olimpiadi, due titoli mondiali e quattro titoli europei, ultimo dei quali vinto ai Giochi Europei di Minsk 2019 (nel Judo quando si svolgono i Giochi Europei, questi sostituiscono l’edizione dei Campionati Europei dell’anno corrente, motivo per il quale durante la premiazione agli atleti vengono consegnate due medaglie, una per i Giochi e una per gli Europei)..
Dal 2013 Majlinda ricopre la prima posizione della classifica internazionale delle International Judo Federation nella categoria 52 kg.
Nel 2014 Majlinda fu dichiarata come migliore judoka al mondo in tutte le categorie dal presidente della IJF, Marius Vizer. Il 24 dicembre 2014, è stata decorata con la "medaglia presidenziale al merito" dal Presidente del Kosovo, Atifete Jahjaga.
Il 7 agosto 2016 è stata la prima atleta rappresentante del Comitato Olimpico del Kosovo a vincere una medaglia (d'oro) nelle olimpiadi, al debutto del paese nelle olimpiadi estive. Inoltre, Kelmendi è la prima atleta donna di etnia albanese a vincere una medaglia d'oro alle olimpiadi estive.
Nel 2012 partecipò alle olimpiadi di Londra, in rappresentanza dell'Albania, senza vincere alcuna medaglia.

## Rappresentanza
A causa delle resistenze del Comitato Olimpico Internazionale e delle Nazioni Unite, alla Kelmendi non fu permesso di representare il Kosovo alle olimpiadi estive del 2012 a Londra, cosicché lei scelse di rappresentare l'Albania, come molti atleti di etnia albanesi provenienti dal Kosovo.
Nell'ottobre 2014 il Comitato Olimpico Internazionale riconobbe provvisoriamente il Comitato olimpico del Kosovo, a cui concesse lo status di membro a tutti gli effetti il successivo 9 dicembre, grazie a cui il Kosovo partecipò alle Olimpiadi estive del 2016 di Rio de Janeiro. Majlinda ha portato la bandiera del Kosovo in occasione della cerimonia di apertura dei giochi olimpici di Rio de Janeiro 2016  e in quella di Tokyo 2020.

## Palmarès
- Giochi olimpici

Rio de Janeiro 2016: oro nei 52 kg.
- Mondiali

Rio de Janeiro 2013: oro nei 52 kg.
Čeljabinsk 2014: oro nei 52 kg.
Tokyo 2019: bronzo nei 52 kg.
- Giochi europei

Minsk 2019: oro nei 52 kg.
- Europei

Budapest 2013: bronzo nei 52 kg.
Montpellier 2014: oro nei 52 kg.
Kazan 2016: oro nei 52 kg.
Varsavia 2017: oro nei 52 kg.